# Mont des Cats (formaggio)
Il Mont des Cats è un formaggio francese prodotto nella regione del Nord-Passo di Calais da monaci trappisti a partire dal secolo XIX.
Si tratta di un formaggio a pasta cruda la cui stagionatura dura in media due mesi.
Il nome deriva dall'omonima località di Mont des Cats.